# San Agustíncultuur
De indiaanse San Agustíncultuur (3300 v.Chr. – 1550 n.Chr.) is een van de bekendste van de precolumbiaanse beschavingen die zich in het gebied van het huidige Colombia ontwikkelden. De cultuur kwam tot bloei in een relatief klein gebied van 2000 km² in het departement Huila en het noorden van het departement Caquetá, en ze verdween voor 1550 n.Chr. Ondanks de vele onderzoekingen en publicaties is er weinig met zekerheid bekend over de San Agustín-indianen, omdat de cultuur was verdwenen voor de Spaanse verovering. De naam is ontleend aan de plaats San Agustín in het brongebied van de Magdalena.
De belangrijkste vindplaatsen in het gebied zijn de Mesitas, Fuente de Lavapatas, Alto de Lavapatas, Alto de los Ídolos, Alto de las Piedras en La Chaquira.

## Ontwikkeling
In de opkomst en ondergang van de cultuur van San Agustín worden volgens Luis Duque Gómez en Julio César Cubillos (1979) vier periodes onderscheiden.
De eerste periode is de Archaïsche periode van 3300 tot 1100 v.Chr. Deze periode behoort eigenlijk niet tot de San Agustíncultuur. De mens was in de archaische periode een rondreizende jager-verzamelaar, en niet gebonden aan de locatie nabij San Agustín.
De tweede periode is de Formatieve periode van 1100 tot 200 v.Chr. In deze periode vestigden landbouwers zich voor het eerst in het gebied. Er vormden zich concentraties van landbouwgemeenschappen en er ontstonden hiërarchische structuren. De overledenen werden wel in eenvoudige graven begraven, maar hun beenderen werden later uit het graf verwijderd en in urnen bewaard, en vervolgens geplaatst in schachten of tombes. Uit stuifmeel- en plantenresten blijkt dat maïs het belangrijkste voedselelement was. Maar ook resten van bonen, coca, quinoa en cassave zijn teruggevonden.
De derde periode is de Regionale Klassieke Periode van 200 v.Chr. tot 800 n.Chr. Deze periode kenmerkt zich door spirituele ontwikkeling en de op religie gebaseerde hiërarchie in de samenleving. De periode is bekend door de vervaardiging van de karakteristieke beeldhouwwerken en grafmonumenten. In tegenstelling tot andere indiaanse culturen was het in de San Agustíncultuur op uitzonderingen na niet gebruikelijk om de doden met veel versierselen of kunstobjecten te begraven. Macht en aanzien van de opperhoofden werden tot uitdrukking gebracht door middel van het oprichten van grafmonumenten en standbeelden. In deze periode woonden 4000 tot 8000 mensen in een gebied van ca. 100 km².
De laatste periode is de zogenaamde Recente Periode van 800 tot ca. 1550 n.Chr. Deze periode werd meer gekenmerkt door macht gebaseerd op agrarische economie, en minder op basis van religieuze hiërarchie. Standbeelden werden in deze periode waarschijnlijk niet meer gemaakt. Graven uit deze periode bevatten ook vaker objecten die voor huiselijk gebruik van toepassing waren, zoals keramiek. In deze periode groeide het bevolkingsaantal verder uit, maar mensen bleven net als in de vorige periodes op ongeveer dezelfde plaatsen in het gebied wonen. De cultuur hield ca. 1550 n.Chr. op te bestaan. Waarom het volk verdween, of waarheen het verhuisd is, is onbekend.

## Architectuur

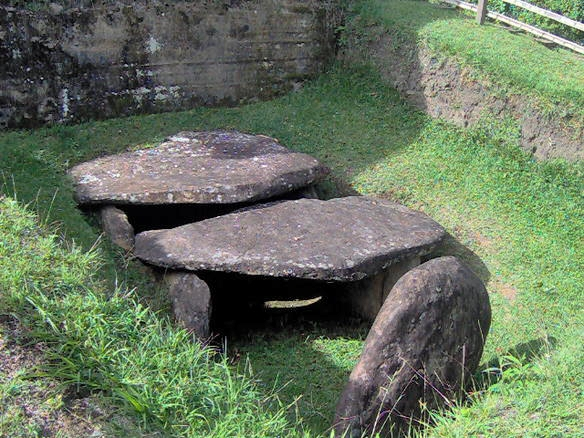
Een graftombe

In de architectuur worden drie elementen onderscheiden: de huiselijke bouwkunst, de graftempels en de tempels ten behoeve van de godenverering.
In veel precolumbiaanse culturen werd het leven na dood belangrijker geacht dan het leven op aarde. Aan de architectuur in het dagelijkse leven van de San Agustín werd om die reden weinig aandacht besteed en er is dan ook weinig meer bekend dan dat huizen gegroepeerd waren tot kleine leefgemeenschappen. Een typisch huis was drie meter in diameter en gebouwd van palen. De wanden waren gemaakt van takken of riet en bedekt met klei. Het puntdak was bedekt met stro.
De ceremoniële architectuur, de architectuur ten behoeve van de goden- en dodenverering was voor de San Agustín veel belangrijker. Net als bij andere precolumbiaanse culturen bestaat de overgeleverde San Agustín-architectuur voornamelijk uit grafcentra. Natuurlijke steen was het belangrijkste bouwmateriaal voor de grafkamers. Het was in dit gematigd vulkanisch gebied in voldoende hoeveelheden voorradig.
De graftombes varieerden in afmeting en afwerking, afhankelijk van de hiërarchische positie en de status van de overledene. Een graftombe kon rechthoekig, rond of ovaal zijn met een diepte die varieerde van een tot drie meter. In de graven van rechthoekig ontwerp was de vloer vaak, net als de wanden en het dak, gemaakt van platte steen. Een opvallend aspect van de grafcultus van de San Agustíncultuur bestond uit het dichten van de grafkuil met nauwkeurig begrensde lagen van gekleurde aarde, in de kleuren zwart, geel en rood.

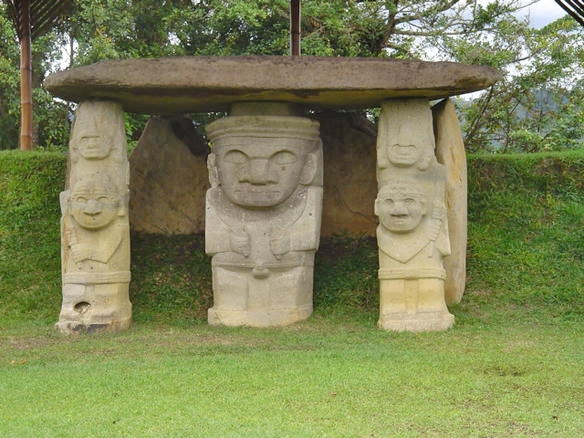
Een tempel van een jager (herkenbaar aan de opgebonden genitaliën), aan weerszijden wachters met alter ego

De belangrijkste architectonische constructies van deze cultuur zijn de dolmen of tempels waarin de goden werden vereerd. Ze lijken op de rechthoekige grafkamers met wanden en dak van platte steen, maar zijn veel groter. De uitbeelding van de godheid was in de kamer geplaatst met het aangezicht naar voren. De belangrijkste en grootste tempel die tot nu toe gevonden is, meet 7 meter lang, 3 meter breed en 2,20 hoog. Deze bouwwerken werden opnieuw bedekt met aarde, op die manier kunstmatige heuvels vormend, die tot 30 meter in diameter en 3 meter in hoogte konden zijn.
Het San Agustin-volk gebruikte, zoals wel vaker voorkomt in de precolumbiaanse beschavingen, voor hun ceremonies hoog gelegen plaatsen, zoals de toppen van heuvels. Deze heuveltoppen werden kunstmatig gewijzigd, en heuvels werden met aarden wallen met elkaar verbonden. Zo’n wal kon tot ongeveer 300 meter lang worden en op het hoogste punt 14 meter hoog zijn. Op deze heuvels en aarden wallen bouwden de San Agustín-indianen talrijke grafheuvels en dolmen, die sarcofagen en beeldhouwkunst bevatten. De wanden van verscheidene van deze graftombes vertonen resten van beschildering van geometrische motieven en concentrische cirkels in zwart, rood, geel en wit.

## Sculpturen

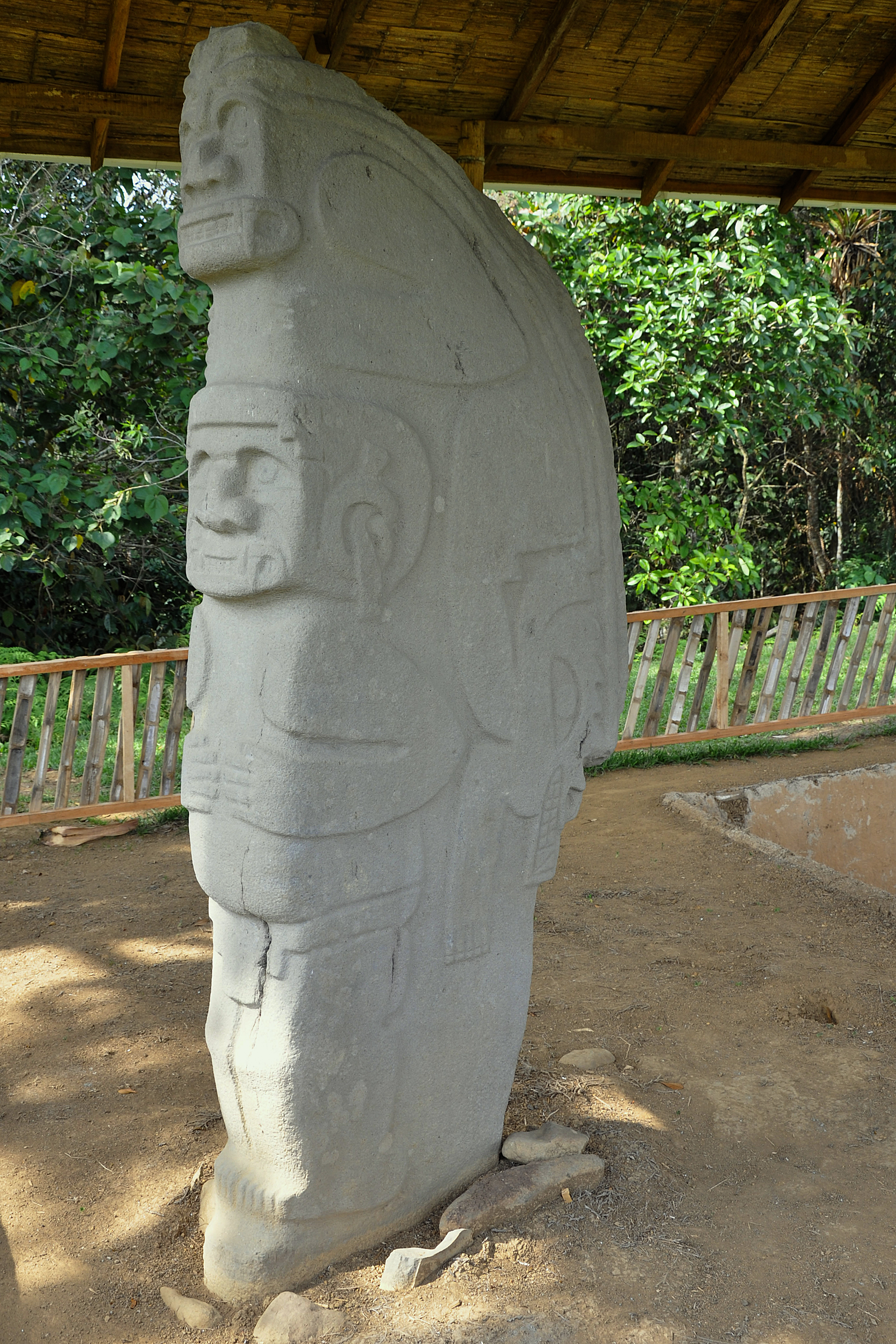
Alter ego op de rug van een man met katachtige gezichtskenmerken, waarschijnlijk een geestelijk leider

De San Agustíncultuur is vooral bekend om de indrukwekkende antropomorfe standbeelden die deel uitmaakten van grafplaatsen, maar die ook wel verspreid in kleine groepen over het gebied worden aangetroffen.
Deze kenmerkende standbeelden maakten deel uit van begrafenisrituelen. Soms wordt een standbeeld omgeven of bewaakt door standbeelden van krijgers, daarmee de macht en het gewicht van de overledene uitbeeldend. De iconografie van de standbeelden van opperhoofden doet vermoeden dat deze leiders nauw verbonden waren met spirituele en religieuze macht. De standbeelden zijn veelal mannelijke figuren, die kenmerken vertonen van vleermuizen, alligators of katachtigen. Karakteristiek zijn ook de beelden van krijgers met hun "dubbele ik" of alter ego. Dit zijn beelden van mannen met op hun rug een dierfiguur. Kenmerkend voor de stijl van de sculptuur zijn de uitpuilende amandelvormige ogen, platte neuzen, en woeste monden met kruisende hoektanden. De beelden geven over het algemeen menselijke figuren weer met een rechte romp met hoge vierkante schouders, en een in verhouding groot hoofd. Armen zijn vlak en gebogen bij de ellebogen. De handen houden, afhankelijk van de uitgebeelde figuur, soms symbolen vast. De beelden werden vervaardigd uit vulkanisch gesteente uit de omgeving zoals andesiet en tufsteen.
Veel beeldhouwwerken werden vervaardigd in werkplaatsen in de buurt van de monumenten. Bij opgravingen heeft men beitels, bijlen en hamers van obsidiaan, basalt en andesiet gevonden. Metalen werktuigen waren ongetwijfeld ook bekend aan de San Agustín omdat deze zijn weergegeven in de handen van sommige beelden. Ze hebben dezelfde vorm als de bijlen en messen van koper die door de Inca’s werden gebruikt.

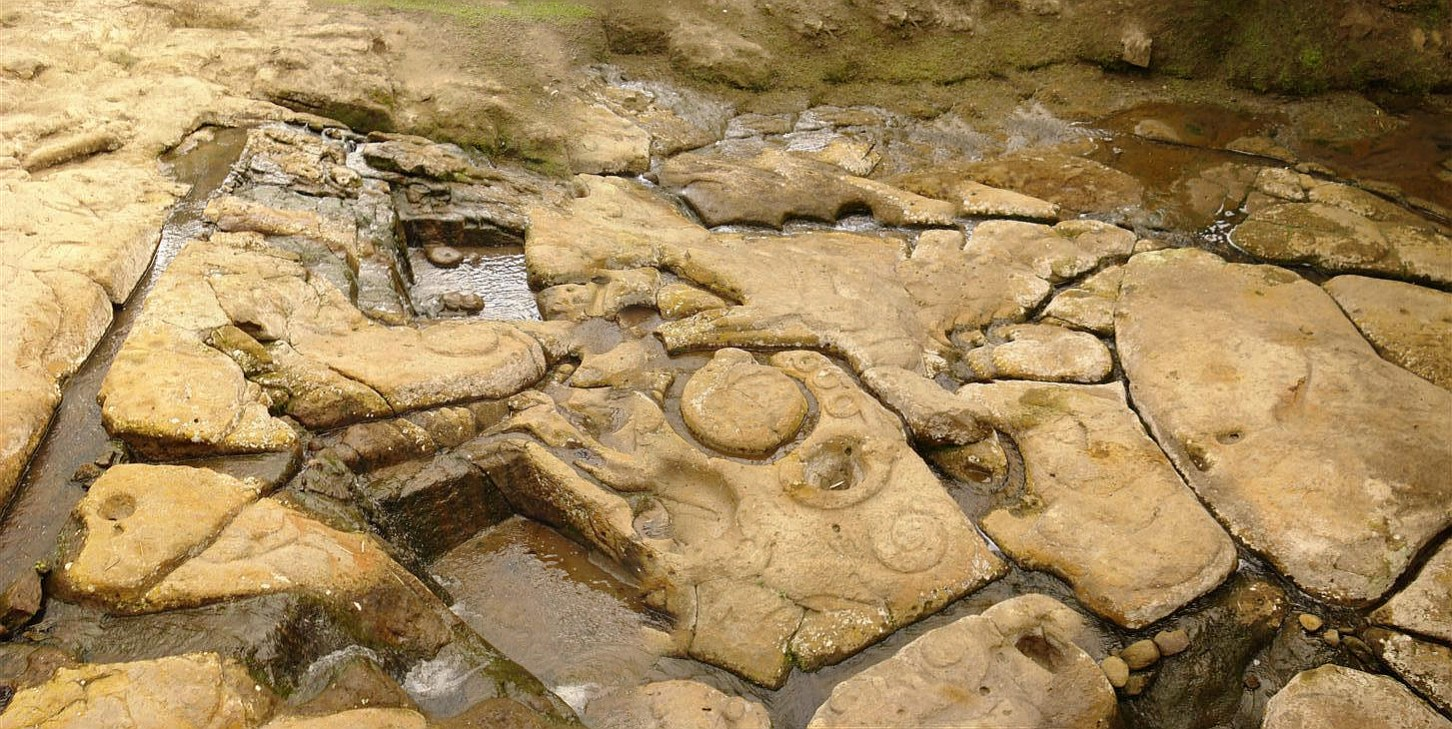
Bron van Lavapatas

Naast deze karakteristieke beeldhouwwerken vindt men op verschillend plaatsen versieringen in natuurlijke steenformaties. Voorbeelden hiervan zijn de petroglyfen in La Chaquira en de Bron van Lavapatas. In de Bron van Lavapatas vindt men een groep versieringen in bas-reliëf, in de vorm van kikvorsachtige dieren, slangen, zoogdieren en menselijke gezichten, uitgehakt op de rotsige bodem van een rivier. De antropoloog Konrad Preuss veronderstelde dat de figuren in de Bron van Lavapatas de Agustín-goden van het water, de vruchtbaarheid of voorspoed verbeeldden, en dat deze plaats als tempel fungeerde.

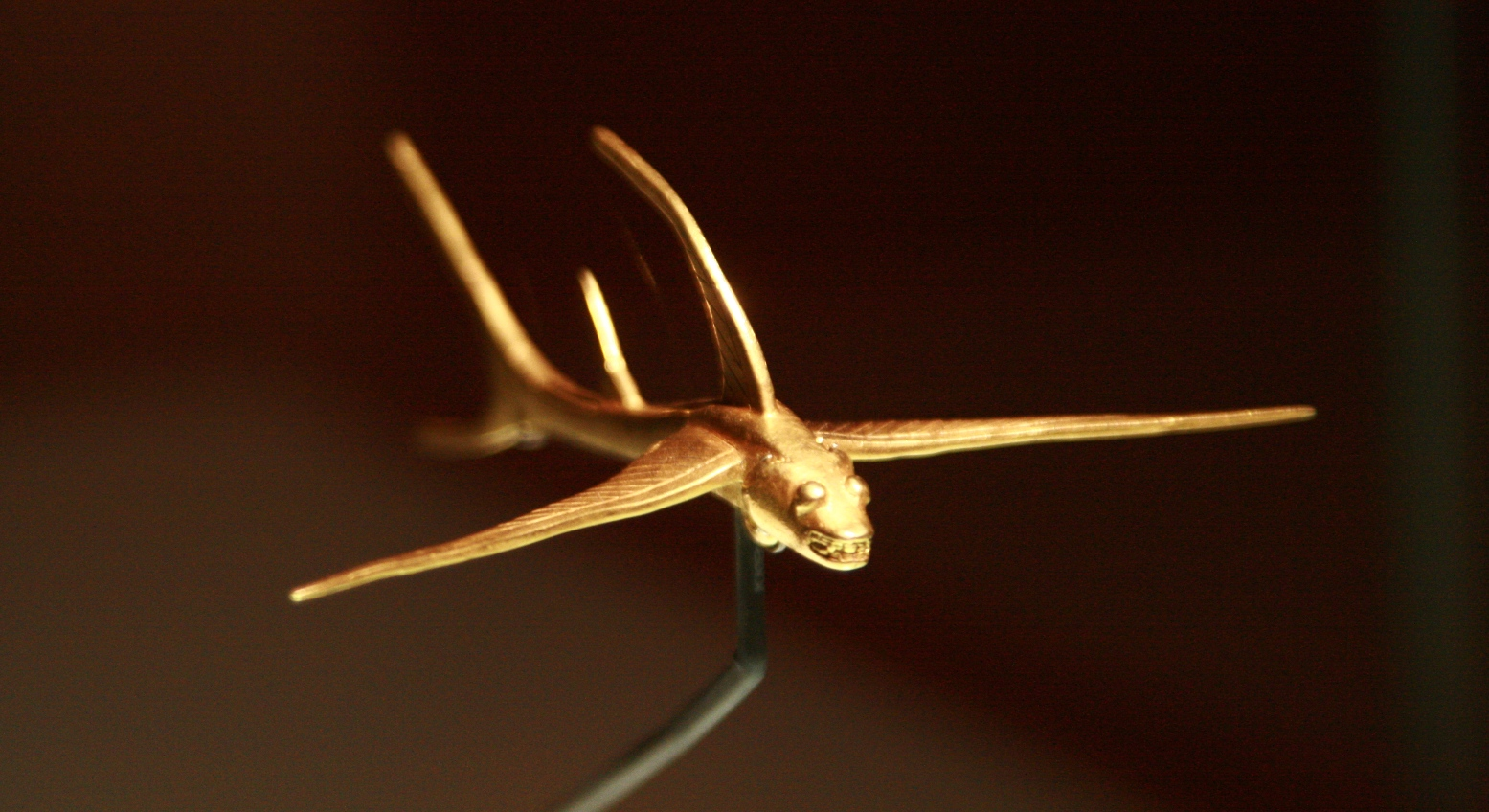
Gevleugelde vis, San Agustíncultuur, Regionale klassieke periode

Hoewel het gebruik van gouden versieringen onder deze leiders niet gebruikelijk was, werden enkelen van hen begraven met gouden grafgiften. In het Goudmuseum in Bogota bevindt zich een zeldzaam ornament van een gracieuze vliegende vis, een soort vis die aan de Pacifische kust welbekend was maar in de Andes waarschijnlijk niet. De gratie van het ornament contrasteert met de imposante sculpturen van deze cultuur.
Getuige de vondst van een houten sarcofaag in de Alto de Lavapatas, gedateerd rond 550 v.C., werd ook hout gebruikt in de beeldhouwkunst. Door het vochtige klimaat is daarvan nauwelijks iets overgeleverd.

### Thema’s in de sculptuur

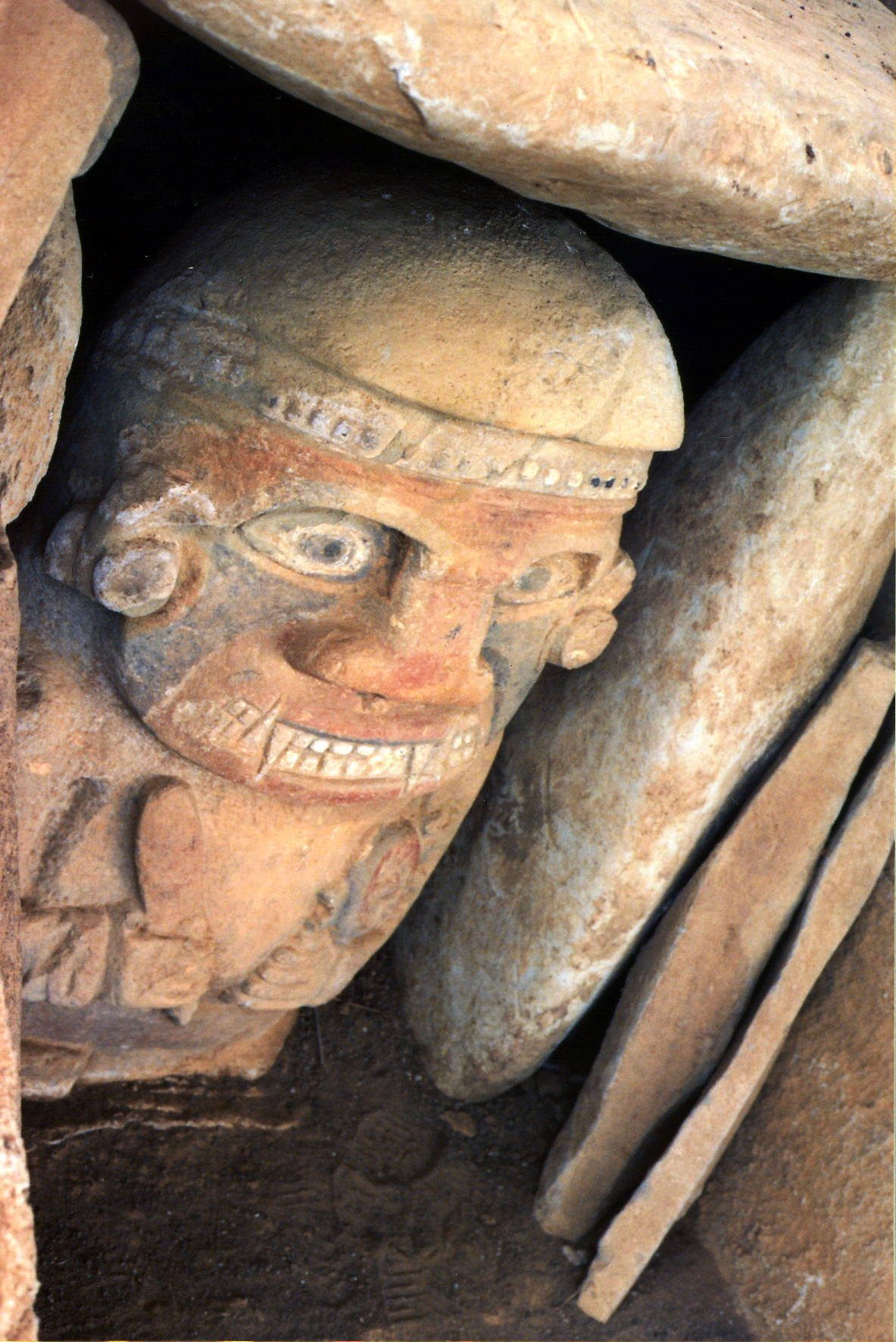
Voorbeeld van het typische kleurgebruik rood, geel, wit en zwart

In de grote variëteit van de sculptuur van de San Agustín komt het katachtige element vaak voor. Dit thema vindt men ook terug bij de Olmeken in Mexico. Zij noemden zich de jaguarmensen, mensen die afstamden van de verbintenis tussen een jaguar en een vrouw. Uit deze mythe moet de katachtige mond als een van de karakteristieke gelaatstrekken van de afgebeelde personen worden verklaard. Verondersteld kan worden dat het gebruik van hallucinogene middelen heeft bijgedragen aan de vormgeving van de figuren.
Vanaf een bepaald tijdperk werden de beelden van de San Agustín polychroom geschilderd in de kleuren rood, geel, wit en zwart. Dit werd mogelijk gedaan om het goddelijke karakter van het beeld te versterken, of misschien wilde men de beelden meer laten opvallen in de duistere kamers van de dolmen.
In de beeldhouwkunst van de San Agustín kunnen de volgende thema’s worden onderscheiden:

#### Goden
Goden worden weergegeven met attributen die wijzen op vruchtbaarheid en voortplanting, zowel voor mensen, als planten en dieren die als voedsel dienden. Deze symbolische attributen zijn bijvoorbeeld het slakkenhuis, de beitel, de kom, de vis, maar ook door middel van de weergave van het mannelijk of vrouwelijk geslacht in sommige standbeelden.

#### Geestelijke leiders
Geestelijke leiders worden staande uitgebeeld. De uitdrukking van het gezicht van sommigen is naturalistisch, maar ook worden maskers gebruikt.

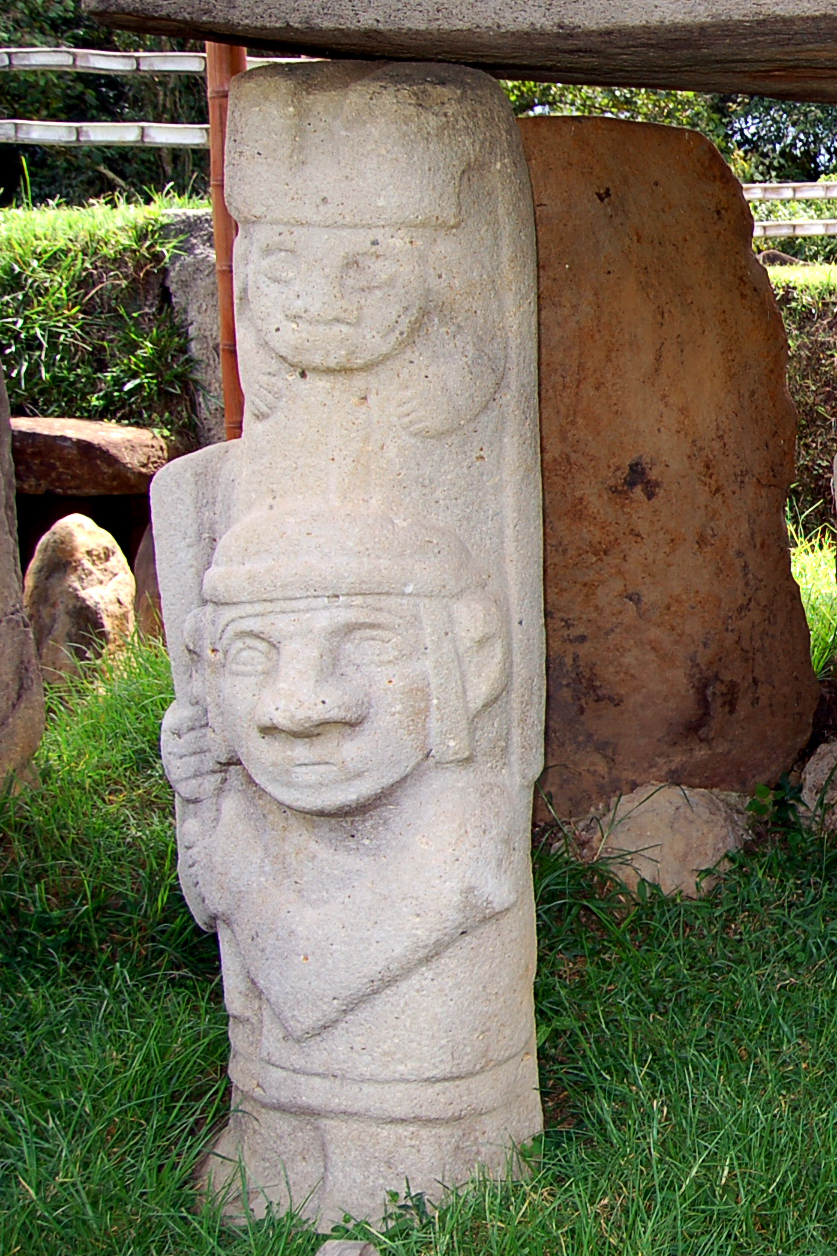
Krijger met een alter ego op de rug.

#### Krijgers
Vanaf de vijfde eeuw werden ook krijgers uitgebeeld en zij lijken ook een religieus karakter te hebben. Ze worden staande uitgebeeld, en hebben een minder stijve en conventionele houding dan de andere beelden. Ze hebben de armen naar één zijde, met een wapen in de handen. De krijgers dragen een knuppel, schild en speer, of een ronde steen. De gelaatsuitdrukking is naturalistisch. Enkelen dragen een helm, anderen een hoofdtooi met symbolische elementen. De krijgers hebben bijna allemaal de kenmerkende "dubbele ik" figuur. De "dubbele ik" of alter ego is de weergave van de persoon en zijn geest in de vorm van een dierfiguur op zijn rug. In sommige uitbeeldingen wordt het alter ego echter slechts schematisch voorgesteld, soms zelfs zodanig dat de uitbeelding van het alter ego er niet meer is, hoewel in de figuur het blok steen wel is behouden waar het alter ego zou hebben moeten zijn gebeeldhouwd. In andere beelden van krijgers verdwijnt de alter ego totaal. De beelden die het alter ego bezitten zijn vaak onderdeel van de architectuur, ze dienen dan als antropomorfe zuilen voor de tombes.

#### Grafstenen

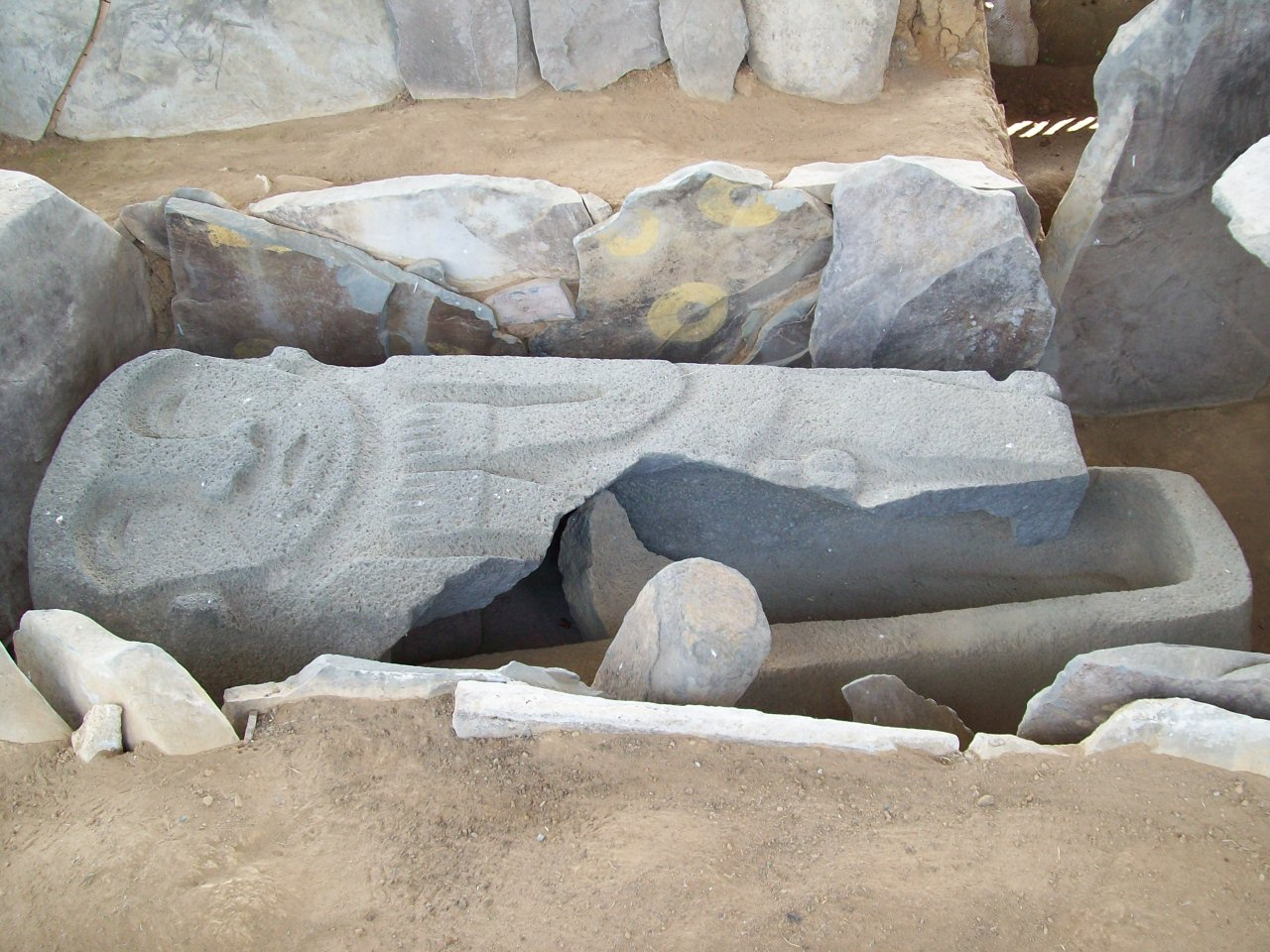
Reliëf op een grafdeksel

Op deksels van sarcofagen werden personen in reliëf gebeeldhouwd. Deze persoon werd met het gehele lichaam in een eenvoudig perspectief afgebeeld. Hoofd en romp in vooraanzicht, de armen over het lichaam, omhoog of naar beneden.

#### Dieren en dierachtigen

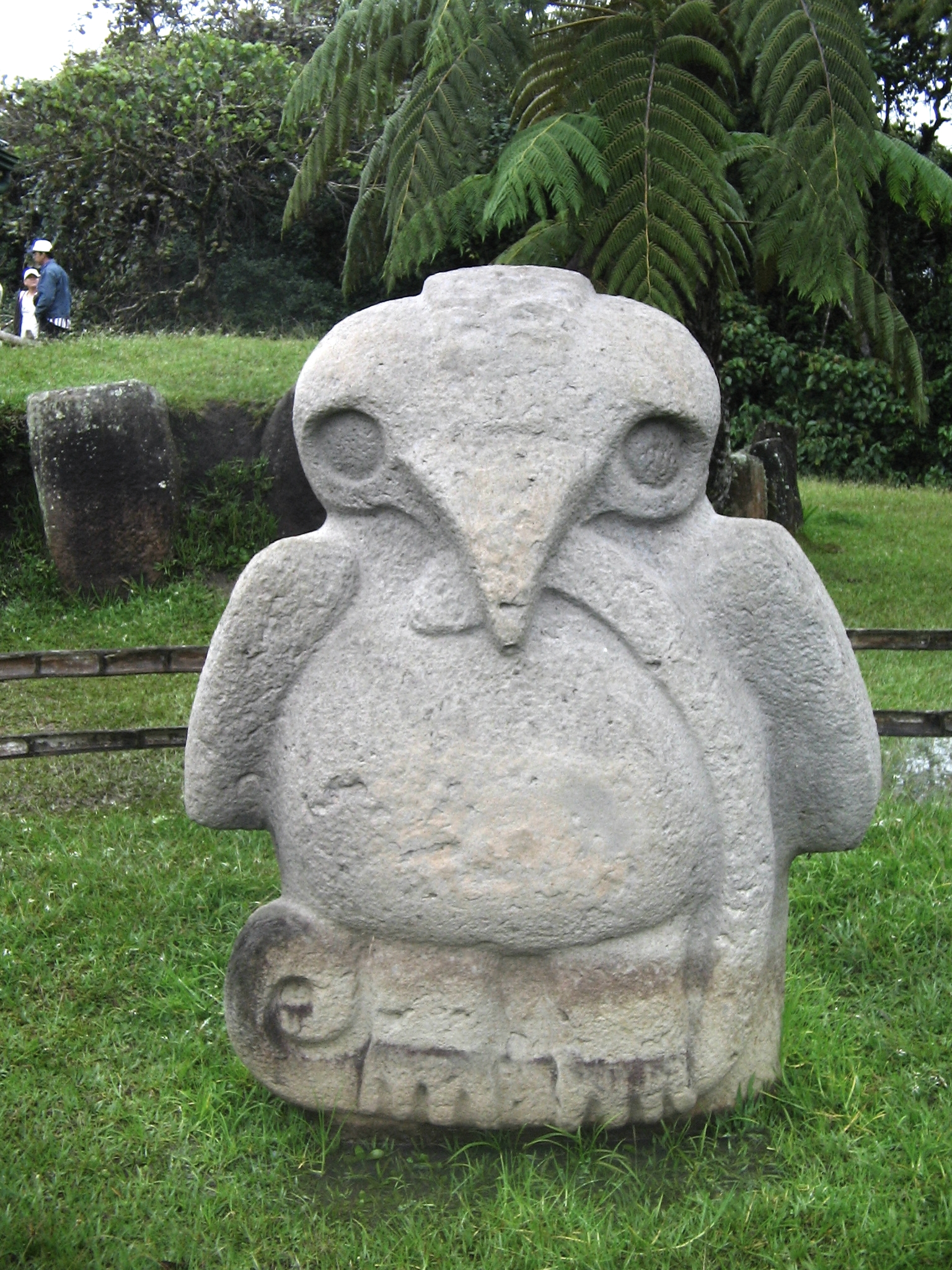
Adelaar met slang

De uitbeeldingen van dieren hebben een symbolisch karakter. Terugkerende elementen zijn de adelaar, kaaiman, muis, slang en kikker. Groepen dierfiguren worden weergegeven op specifieke plaatsen zoals de dieren van La Chaquira, of de dieren in de Bron van Lavapatas. Vaak worden ze gestileerd uitgebeeld, gebruikmakend van de natuurlijke vorm van de steen. Ook komen dieren voor onder de symbolische elementen bij de uitbeelding van de goden of andere personages.

## Ontdekking
De eerste vondst van de San Agustíncultuur werd mogelijk al gedaan door een afsplitsing van de expeditie van Sebastián de Belalcázar (1537). In Popoyan scheidde een groepje zich af onder leiding van capitán Francisco García de Tovar. Zij beklommen het centrale bergmassief, daalden af naar de Rio Magdalena en volgden de oever tot aan Timaná en Neiva. In het verslag werd vermeld dat men daar "nog een Mexico" had gevonden, een plaats die wat beelden en architectuur betreft vergelijkbaar was met plaatsen die men al in Mexico had ontdekt. Wellicht ging het hier om de beelden van de San Agustíncultuur.
De beschaving werd vervolgens pas weer in 1757 vermeld door de monnik Juan de Santa Gertrudis in zijn boek Maravillas de La Naturaleza, maar het boek bleef 200 jaar onopgemerkt in een lokale bibliotheek in Spanje liggen.
Francisco José de Caldas vestigde door zijn deelname aan de Botanische Expeditie (1802-1812) opnieuw aandacht op de resten van de cultuur.
Vanaf die tijd werd veel wetenschappelijk en privaat ontdekkingswerk ondernomen:

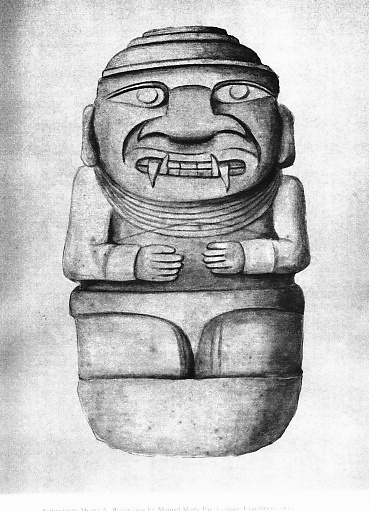
Aquarel uit het verslag van Codazzi (1857)

- De eerste tekeningen van de beeldhouwwerken verschenen in 1851 in Antiguedades Peruanas van Mariano de Rivero en Johann Jakob von Tschudi, die de Andes hadden doortrokken.
- Agostino Codazzi was de eerste die speciaal naar San Agustin trok om samen met de leden van de Comisión Corográfica de monumenten te bestuderen. In zijn verslag van 1857 beschreef hij het gebied.
- In 1892 bezocht generaal Carlos Cuervo Márquez het gebied en bestudeerde de overeenkomst van het karakter van deze beelden met soortgelijke beelden in Mexico en Perú.
- De Duitse antropoloog Konrad Theodor Preuss was de eerste die tussen 1913 en 1914 opgravingen deed. Hij publiceerde in 1929 het werk Monumentale vorgeschichtliche Kunst. Ausgrabungen im Quellgebiet des Magdalena in Kolumbien und ihre Ausstrahlungen in Amerika.
- In 1936 en 1937 voerde Gregorio Hernández de Alba een expeditie uit voor de Servicio Arqueológico Nacional San Agustín, maar zijn publicatie La Cultura Arqueológica de San Agustín bleef tot 1978 onbekend.
- 1938: José Pérez de Barradas publiceerde Arqueología Agustiniana naar aanleiding van zijn onderzoek in opdracht van de Colombiaanse overheid.
- 1964: Eugenio Barney Cabrera publiceerde El Arte Agustiniano.
- 1964: Luis Duque Gómez, die sinds 1945 herhaaldelijk onderzoek had gedaan in San Agustín, publiceerde Exploraciones arqueológicas en San Agustín.
- 1967: Gerardo Reichel-Dolmatoff voerde gelaagde opgravingen uit en publiceert in 1972: San Agustín. A culture of Colombia.

Het Colombiaanse Instituut voor de Antropologie beheert nu de monumenten in het Archeologisch park San Agustín. In 1995 werd het park door de UNESCO op de Werelderfgoedlijst geplaatst.